# Delias candida
Delias candida é uma borboleta da família Pieridae. Foi descrita por Samuel Constantinus Snellen van Vollenhoven em 1865. É encontrada no reino da Australásia (Obi, Bachan, Halmahera, Morotai).
A envergadura é de cerca de 70-84 milímetros. Os adultos podem ser distinguidos pelas grandes manchas brancas submarginais na parte inferior das asas anteriores (que são creme nas fêmeas).

## Subespécies
- Delias candida candida (Bachan, Kasiruta, Mandioli, Obi)
- Delias candida herodias Vollenhoven, 1865 (Halmahera)
- Delias candida morotaiensis Morita, 1993 (Morotai)